# Argyrostrotis diffundens
Argyrostrotis diffundens är en fjärilsart som beskrevs av Walker 1858. Argyrostrotis diffundens ingår i släktet Argyrostrotis och familjen nattflyn. Inga underarter finns listade i Catalogue of Life.

## Bildgalleri

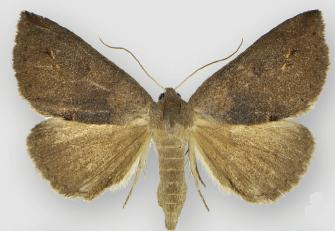